# Moose Jaw North (circonscription saskatchewanaise)
Pour les articles homonymes, voir Moose Jaw (homonymie).
Circonscription électorale provinciale du Canada
Moose Jaw North (brièvement Moose Jaw Palliser) est une circonscription électorale provinciale de la Saskatchewan au Canada. Elle est représentée à l'Assemblée législative de la Saskatchewan depuis 1967.

## Géographie
La circonscription comprend la partie nord de la ville de Moose Jaw.

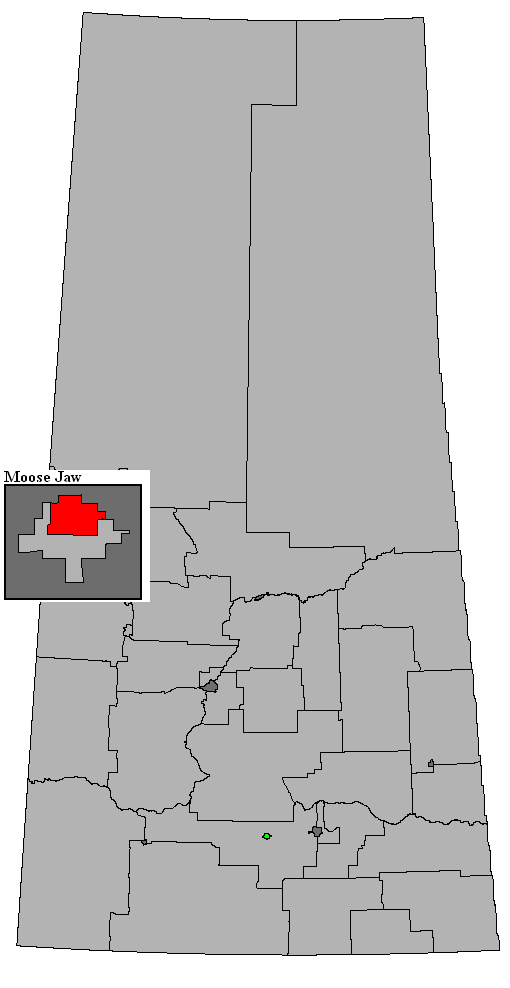
Frontière de la circonscription en 2016.
Frontière de la circonscription en 2022.

## Liste des députés
| Parlement                               | Années                                  | Député                                  | Député                                  | Parti                                   |
| Moose Jaw North                         | Moose Jaw North                         | Moose Jaw North                         | Moose Jaw North                         | Moose Jaw North                         |
| Circonscription issue de Moose Jaw City | Circonscription issue de Moose Jaw City | Circonscription issue de Moose Jaw City | Circonscription issue de Moose Jaw City | Circonscription issue de Moose Jaw City |
| --------------------------------------- | --------------------------------------- | --------------------------------------- | --------------------------------------- | --------------------------------------- |
| 16e                                     | 1967–1971                               |                                         | Gordon Snyder (en)                      | Néo-démocrate                           |
| 17e                                     | 1971–1975                               |                                         | Donald Forrest MacDonald (en)           | Libéral                                 |
| 18e                                     | 1975–1978                               |                                         | John Skoberg (en)                       | Néo-démocrate                           |
| 19e                                     | 1978–1982                               |                                         | John Skoberg (en)                       | Néo-démocrate                           |
| 20e                                     | 1982–1986                               |                                         | Keith Parker (en)                       | Progressiste-conservateur               |
| 21e                                     | 1986–1991                               |                                         | Glenn Hagel                             | Néo-démocrate                           |
| Moose Jaw Palliser                      |                                         |                                         |                                         |                                         |
| 22e                                     | 1991–1995                               |                                         | Glenn Hagel                             | Néo-démocrate                           |
| Moose Jaw North                         |                                         |                                         |                                         |                                         |
| 23e                                     | 1995–1999                               |                                         | Glenn Hagel                             | Néo-démocrate                           |
| 24e                                     | 1999–2003                               |                                         | Glenn Hagel                             | Néo-démocrate                           |
| 25e                                     | 2003–2007                               |                                         | Glenn Hagel                             | Néo-démocrate                           |
| 26e                                     | 2007–2011                               |                                         | Warren Michelson                        | Saskatchewanais                         |
| 27e                                     | 2011–2016                               |                                         | Warren Michelson                        | Saskatchewanais                         |
| 28e                                     | 2016–2020                               |                                         | Warren Michelson                        | Saskatchewanais                         |
| 29e                                     | 2020–2024                               |                                         | Tim McLeod                              | Saskatchewanais                         |
| 29e                                     | 2024–en cours                           |                                         | Tim McLeod                              | Saskatchewanais                         |

## Résultats électoraux
Moose Jaw North (depuis 1995)

Moose Jaw Palister (1991-1995)

Moose Jaw North (1967-1991)